# Edoardo Romano
Edoardo Romano (Napoli, 2 gennaio 1942) è un comico, attore e cabarettista italiano, membro del trio comico de I Trettré.

## Filmografia
- Ciao nemico, regia di E.B. Clucher (1981)
- Giggi il bullo, regia di Marino Girolami (1982)
- Italian Fast Food, regia di Lodovico Gasparini (1986)
- Il cuore altrove, regia di Pupi Avati (2003)
- La rivincita di Natale, regia di Pupi Avati (2004)
- La seconda notte di nozze, regia di Pupi Avati (2005)
- Il papà di Giovanna, regia di Pupi Avati (2008)
- Non è Natale senza panettone, regia di Marco Limberti (2019) - film TV

## Programmi TV
- Drive In (Italia 1, 1983-1988)
- Un fantastico tragico venerdì (Rete 4, 1986-1987)
- Che piacere averti qui (Italia 1, 1987)
- I-taliani (Italia 1, 1988-1989)
- Il TG delle vacanze (Canale 5, 1991)
- Raimondo e le altre (Rai 1, 1992)
- Buona Domenica (Canale 5, 1992-1994)
- Retromarsh!!! (Telemontecarlo, 1996)
- Distretto di Polizia, regia Renato De Maria – serie TV, episodio 1x11 (Canale 5, 2000)